# Карпушино
Карпу́шино (рос. Карпушино) — селище у складі Котельніцького району Кіровської області, Росія. Адміністративний центр Карпушинського сільського поселення.
Населення становить 418 осіб (2010, 539 у 2002).
Національний склад станом на 2002 рік — росіяни 97 %.